# 松川 (富山市)

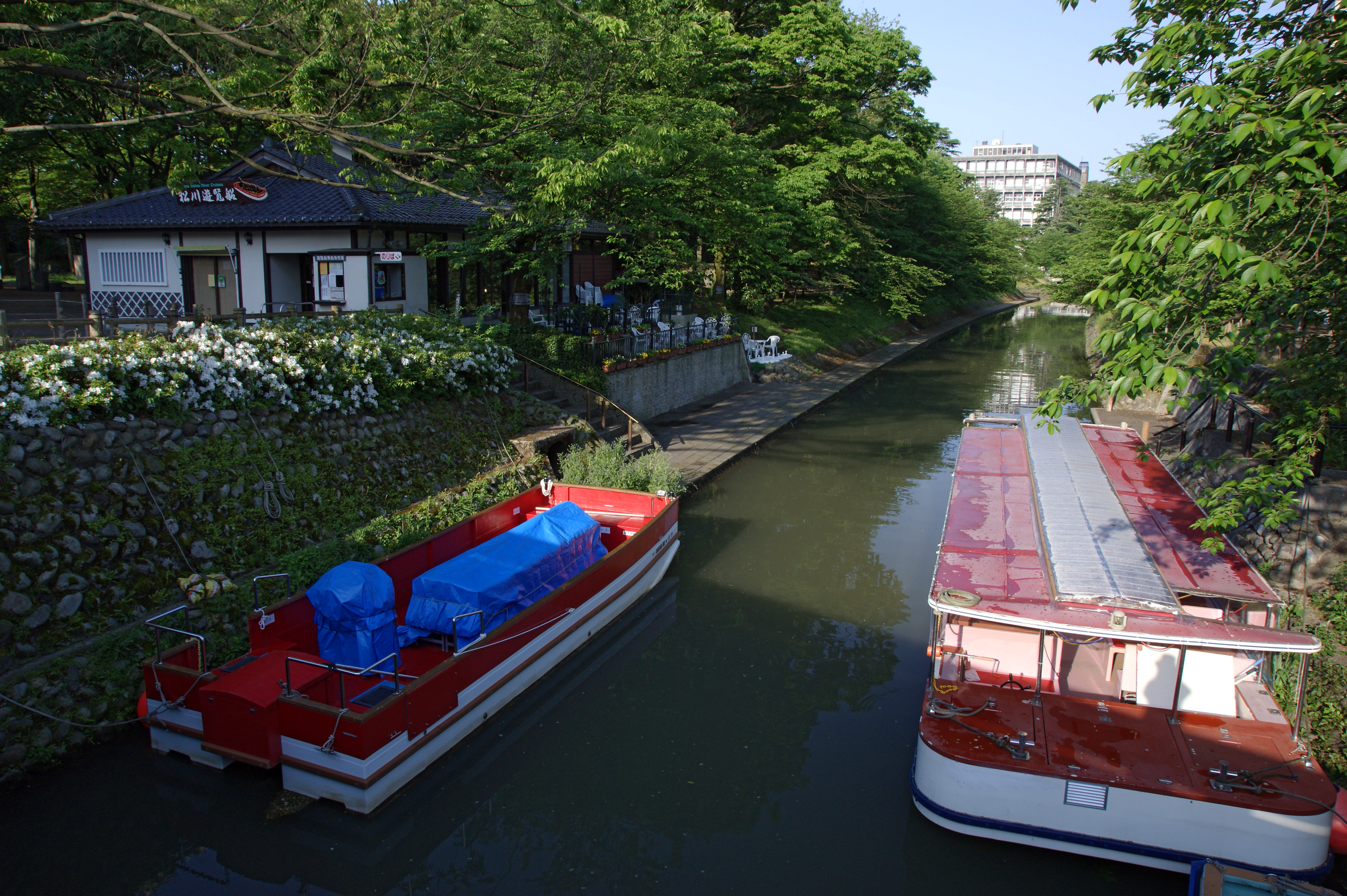
松川（松川遊覧船前）

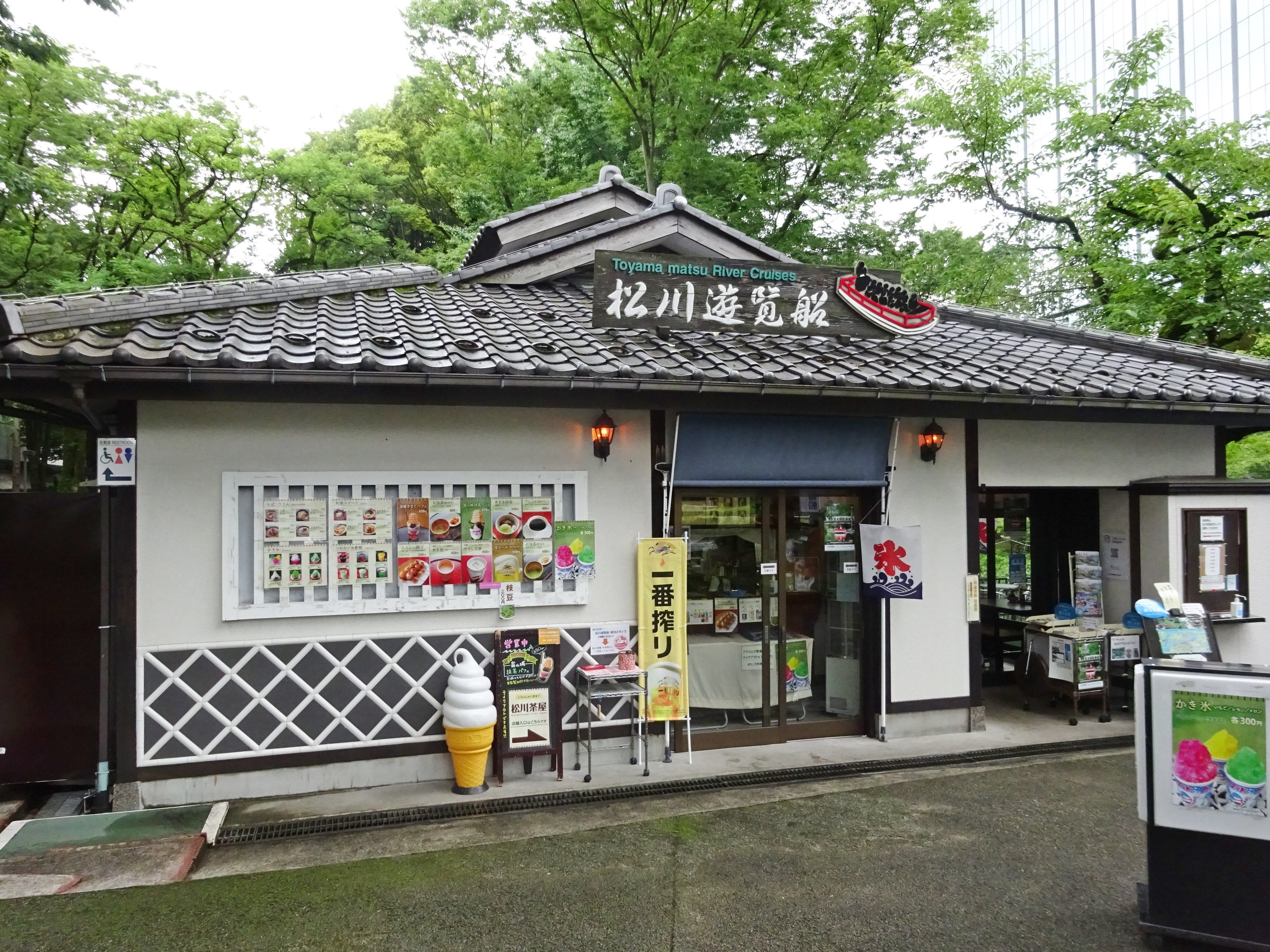
松川遊覧船乗場

松川（まつかわ）は、富山県富山市を流れる河川である。

## 地理
富山市を流れる四ツ谷川と冷川が富山市西田地方付近で合流して松川となり、富山市磯部町で佐野川を合流し北西へ流れる。神通川に並走しながら東に向きを変え、富山県警察本部・富山県庁舎（富山県庁）・富山県民会館・富山市役所の南側を流れ、富山市桜橋通りと富山市今木町の境界でいたち川に合流する。
松川はかつて神通川の本流が富山市中心部を蛇行して流れていた跡であることが知られている。そのため現在でも神通川からの水が流れていると思われがちだが実際には異なっており、支流の四ツ谷川、冷川、佐野川はいずれも常願寺川水系である。
神通川に接近する付近には松川放水門が設けられ、松川の水を神通川に排出している。放水門の南側には松川舟通し水門が設けられて小型の舟が神通川と松川を行き来できる設備となっている。

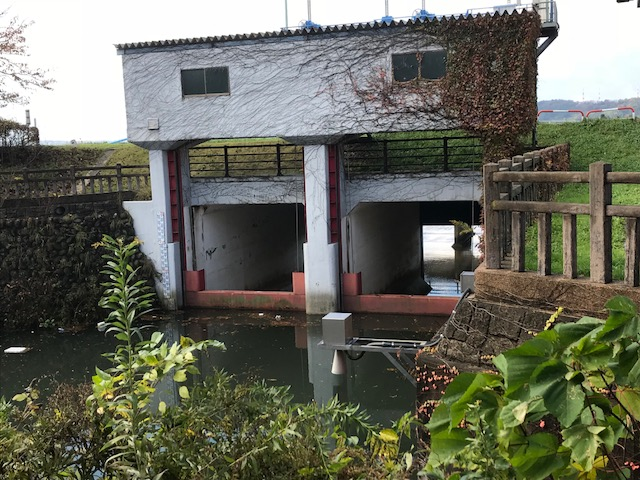
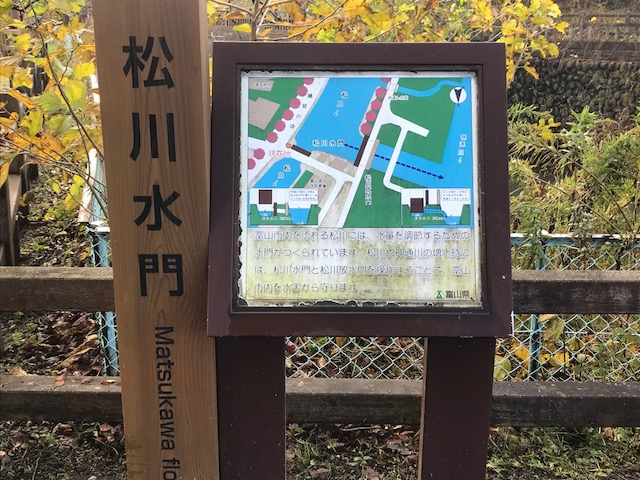

## 歴史
かつて神通川は富山城下やその後の富山市の中心部を蛇行して流れており、たびたび氾濫して被害が甚大であった。明治時代にようやく神通川の改修が行われ本流は富山市の西部を直線的に流れるように流れが変えられた。その後、富山市の都市計画により元の本流（神通廃川地）は埋立てられて平地ができ、そこに現在の県庁や市庁舎などが建設された。その結果、川幅は狭まって現在の松川となった。改修後に周辺の松並木にちなんで「松川」と呼んだのが松川の始まりである。現在は、松に代わって桜が植えられている。周辺には桜橋通り・桜町・新桜町・桜木町のように「桜」のついた町名が多い。
江戸時代には神通川に舟橋と呼ばれる船を何艘も横に繋いでその上に板を渡した橋が掛けられていたため、松川沿いには現在も同名の橋が掛かり町名としても残っている。

## 観光・周辺施設

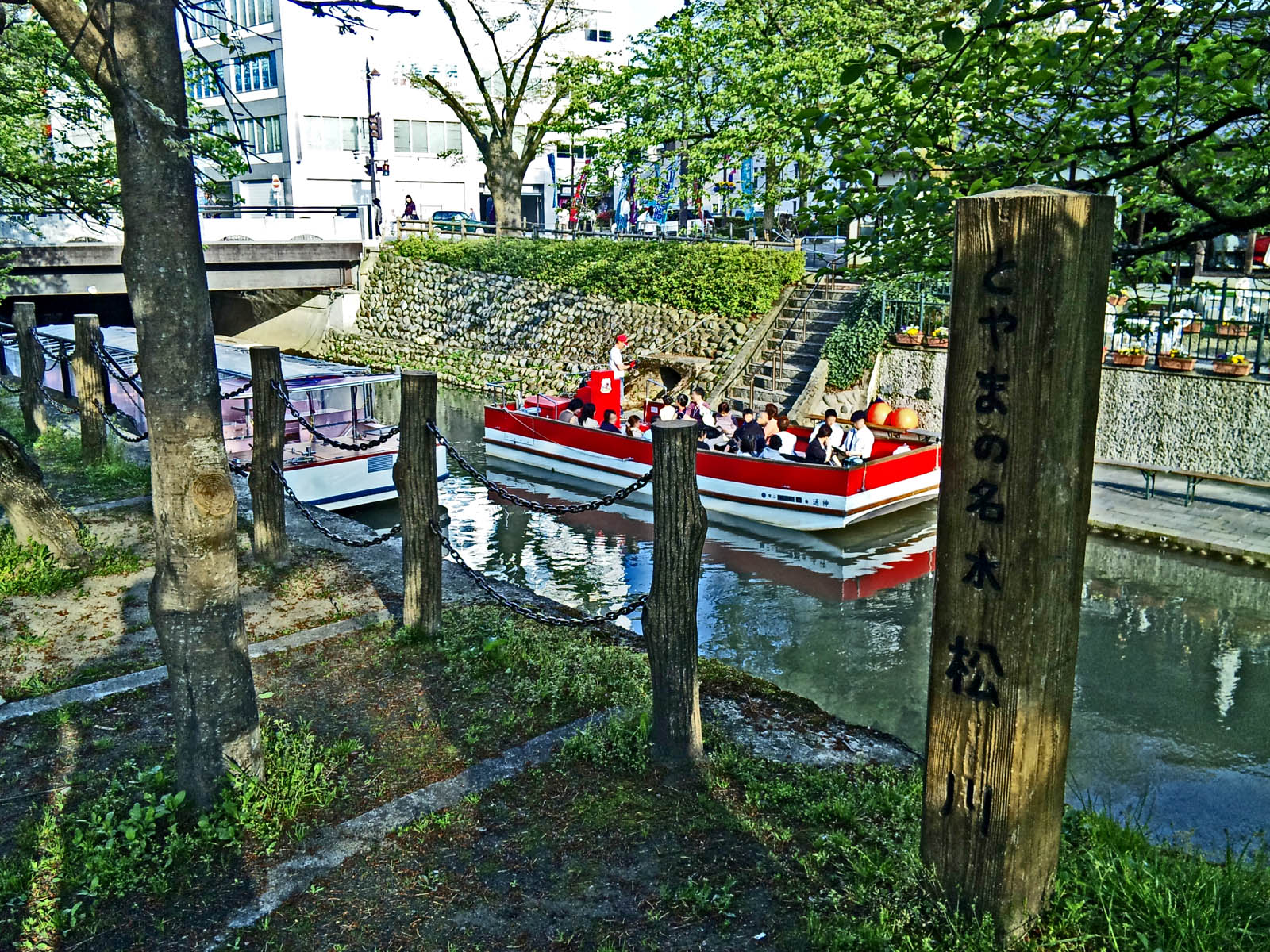
松川遊覧船

- 磯部の一本榎跡 - かつての富山城主佐々成政にちなむ黒百合伝説の舞台とされる。

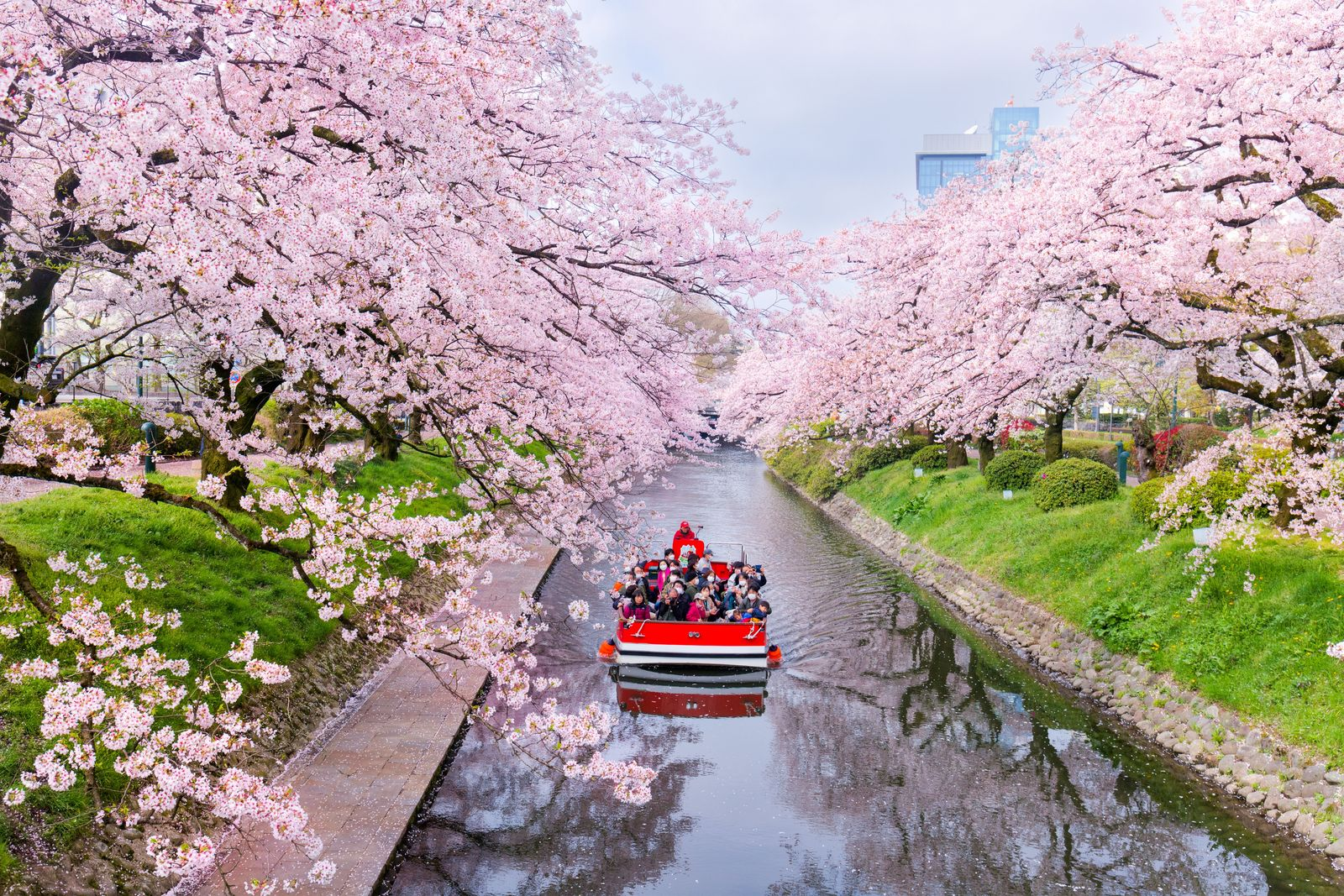
松川の桜

- 松川の桜 - 両岸に沿って並ぶソメイヨシノは、ヒートアイランド現象の影響で富山の中で最も早く開花する。富山地方気象台のソメイヨシノの標木よりも早く花が開くこともある。日本さくら名所100選に選定されており、開花時期には、ライトアップもされ、花見客で賑わう名所である。年間を通じ運行されている松川遊覧船も人気がある。
- 松川公園 - 右岸に12個、左岸に16個の富山県の彫刻家の彫刻作品が並ぶ。
- 富山城址公園 - 富山城跡。長い滑り台や静態保存されている機関車がある。また富山城内は富山市郷土博物館となっている。
- 佐藤記念美術館 - 富山市にある美術館の1つ。
- 高志の国文学館 - 富山県ゆかりの作家・漫画家の作品を紹介した文学館。
- 松川茶屋 - 松川べりには、いくつか茶屋が存在する。
- 富山県庁前公園 - 花時計が動き、噴水もある公園。

## 文芸作品
- 宮本輝の小説『螢川』の舞台となっている。1987年に映画化。